# César Franck
César Franck (10. prosince 1822 Lutych – 8. listopadu 1890 Paříž) byl belgicko-francouzský skladatel a varhaník, profesor pařížské konzervatoře.

## Život
Narodil se 10. prosince 1822 ve valonském Lutychu. Matka byla Němka, otec Nicolas Franck se považoval za Rakušana a z důlního kontrolora se stal bankovním úředníkem. Mladším bratrem Césara Augusta byl Joseph Jean, rovněž s hudebním nadáním. Otec je oba vedl k hudební kariéře a nechal je vystudovat lutyšskou konzervatoř – Césara klavír a Josepha housle. Ve svých 11 letech podnikl César Franck první koncertní cestu.
V roce 1835 se rodina přestěhovala do Paříže, v dalším studiu na zdejší konzervatoři řízené Luigim Cherubinim mu však bránila absence francouzského občanství, a tak studoval prozatím soukromě. Stal se nakrátko žákem Antonína Rejchy, který však v roce 1836 zemřel, a po získání občanství roku 1837 nastoupil již ke studiu konzervatoře. Sklízel ocenění jak za hru na klavír a varhany, tak za kompozici.
Po Césarově absolvování konzervatoře roku 1841 otec opět přestěhoval rodinu zpět do Belgie, v roce 1843 se však navrátila do Paříže a César Franck zde již vytrval. Opustil dráhu klavírního virtuoza, roku 1844 nastoupil jako varhaník v pařížském kostele Notre-Dame-de-Lorette a roku 1851 v Saint-Jean-Saint-François. V kompoziční oblasti jej výrazně ovlivnilo setkání s Ferencem Lisztem. Oženil se se svojí žačkou Félicité Desmousseaux, jejímiž rodiči byli herci Comédie-Française, čímž se definitivně rozešel s otcem a postavil na vlastní nohy.
V roce 1858 se stal sbormistrem a o rok později varhaníkem v chrámu St. Clotilde, kde pak setrval do konce života. Roku 1872 převzal na konzervatoři třídu varhanní hry a improvizace, neoficiálně však vyučoval i kompozici. Odtud vyšli mj. d’Indy, Chausson, Paul Vidal a s nimi i proud nové francouzské hudby, který se odklonil od tehdejší nadvlády opery v národním hudebním životě a vedl k založení ústavu Schola Cantorum (1894).
Franck žil spíše stranou společenského života a věnoval se chrámové hudbě, výuce a kompozici. Nějakou dobu bydlel v rue Blanche č. 45 a od roku 1865 žil na bulváru Saint-Michel v čísle 95, a to až do smrti. Zemřel na následky poranění při dopravní nehodě 8. listopadu 1890.

## Dílo
Tvořil úsporně a prosadil se až svými pozdními díly; svou jedinou symfonii, velmi oblíbenou Symfonii d moll dokončil v 66 letech, neméně slavnou Sonátu pro housle a klavír A dur v 63 letech. Měkké kontury jeho melodiky, klasicky vytříbená forma a bohatá harmonie mu získaly ohlas u hudební veřejnosti, oceňující i skladatelovu mravní vážnost. Mimořádný je jeho význam v oboru varhanní skladby. Větší odezvu než oratoria Les Béatitudes (Blahoslavenství) a Rédemption (Vykoupení) získaly symfonické básně Eolidy (1877), Prokletý lovec (1883), Džinové (1885), Psyché (1888) a zvláště Symfonické variace pro klavír a orchestr (1885).

### Další skladby
- Preludium, chorál a fuga, Preludium air a finale pro klavír

## Reference

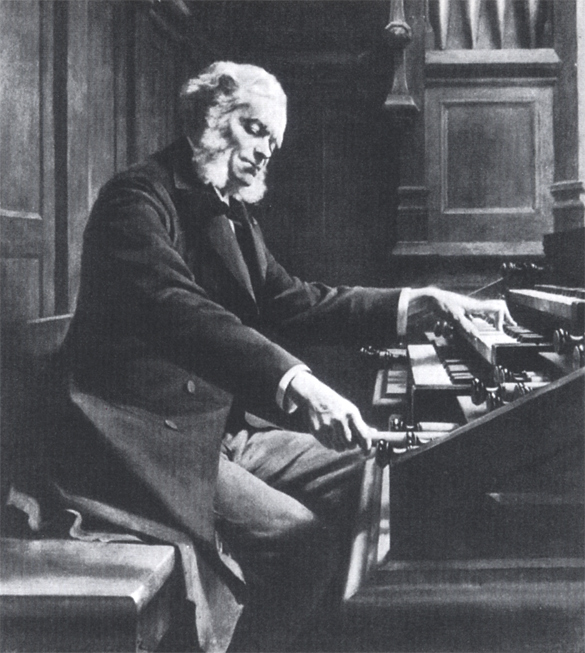
César Franck při hře na varhany.